# 잊어야 할 그사람
"잊어야 할 그사람"은 1980년에 개봉한 대한민국의 영화이다.

## 캐스팅
- 신영일
- 김영란
- 김보미
- 이순재
- 박원숙
- 이경희
- 안성태
- 김기종
- 이백
- 종용수
- 박용팔
- 최일
- 임성표
- 김승남
- 길달호
- 장춘언
- 라갑성
- 박만규
- 사원배
- 남성국
- 조성구
- 강철
- 오세장
- 박윤근
- 장영희
- 김성용
- 권일정
- 장재문
- 김신명
- 정지희
- 김지영